# Theodor Emil Schummel
Theodor Emil Schummel (* 23. Mai 1786 in Breslau, Fürstentum Breslau; † 24. Februar 1848 in Breslau, Provinz Schlesien) war ein deutscher Lehrer, Botaniker und Entomologe. Sein botanisches Autorenkürzel lautet „Schummel.“

## Leben
Theodor Emil Schummel war der Sohn des Lehrers Johann Gottlieb Schummel, der als Professor der Geschichte an der Ritterakademie in Liegnitz und ab 1788 in Breslau als Prorektor und später ab 1809 als Rektor am Elisabet-Gymnasium wirkte.
Theodor Emil Schummel unterrichtete in Breslau als Privatlehrer an der höheren städtischen Töchterschule zu Maria Magdalena sowie darüber hinaus noch an einigen sogenannten Privat-Instituten für Mädchen gebildeter Eltern. Er wurde 1808 Mitglied der Entomologischen Sektion der Schlesischen Gesellschaft für vaterländische Kultur, betreute ab 31. März 1810 die Insektensammlung der Sektion und war ab 17. Januar 1811 als Kustos für die Bibliothek der Gesellschaft verantwortlich. In Breslau gab er zusammen mit dem Medizinalassessor  Johann Christian Günther ab 1811 Herbarium vivum, plantas in Silesia indigenas exhibens und mit Hermann Stannius in den Jahren 1832/33 die Beiträge zur Entomologie besonders in Bezug auf Schlesien heraus.
In der Entomologie ist er unter anderem Erstbeschreiber von Gerris gibbifer (Schummel, 1832), einer Wanze aus der Familie der Wasserläufer. In der Botanik ist er gemeinsam mit Johann Christian Günther Erstbeschreiber des Zerschlitzten Frauenmantels Alchemilla fissa Günther & Schummel, 1819.
Ihm zu Ehren wurde aus der Familie der Echten Bienen (Apidae) die Filzbiene Epeolus schummeli Schilling, 1849, benannt.

## Veröffentlichungen (Auswahl)
Botanik
- mit Johann Christian Günther: Herbarium vivum, plantas in Silesia indigenas exhibens. Cent. I–IX. Vratislaviae 1811–1821

Entomologie
- Beschreibung der in Schlesien Einheimischen Arten einiger Dipteren-Gattungen. 1. Limnobia. Meigen. In: Schlesische Gesellschaft für vaterländische Cultur: Beitraege zur Entomologie, besonders in Bezug auf die schlesische Fauna, 1, Breslau 1829, S. 97–201 (google.books)
- Versuch einer genauen Beschreibung der in Schlesien Einheimischen Arten der Gattung Raphidia Linn. (= Beitraege zur Entomologie besonders in Bezug auf Schlesien.1. Herausgegeben von T. E. Schummel und Fr. Herm. Stannius), Pelz, Breslau 1832 (google.books)
- Versuch einer genauen Beschreibung der in Schlesien Einheimischen Arten der Familie der Ruderwanzen Ploteres Latr. (= Beitraege zur Entomologie besonders in Bezug auf Schlesien.2. Herausgegeben von T. E. Schummel und Fr. Herm. Stannius), Pelz, Breslau 1832 (google.books)
- Versuch einer genauen Beschreibung der in Schlesien Einheimischen Arten der Gattung Tipula. Meigen. Bachmukke (= Beitraege zur Entomologie besonders in Bezug auf Schlesien.3. Herausgegeben von T. E. Schummel und Fr. Herm. Stannius), Pelz, Breslau 1833 (google.books)
- Ueber die giftigen Pilze, mit besonderer Rücksicht auf Schlesien. Breslau 1840 (google.books)